# Індевор (Саскачеван)
Індевор (англ. Endeavour) — село в канадській провінції Саскачеван. За назвою села названо кратер на Марсі.

## Населення
Населення у 2016 році становило 65 осіб, а в 2011 р. — 94 особи. Згідно з переписом населення 2006 року, у селі було 118 мешканців, а 2001 р. — 154.